# David H. Armstrong

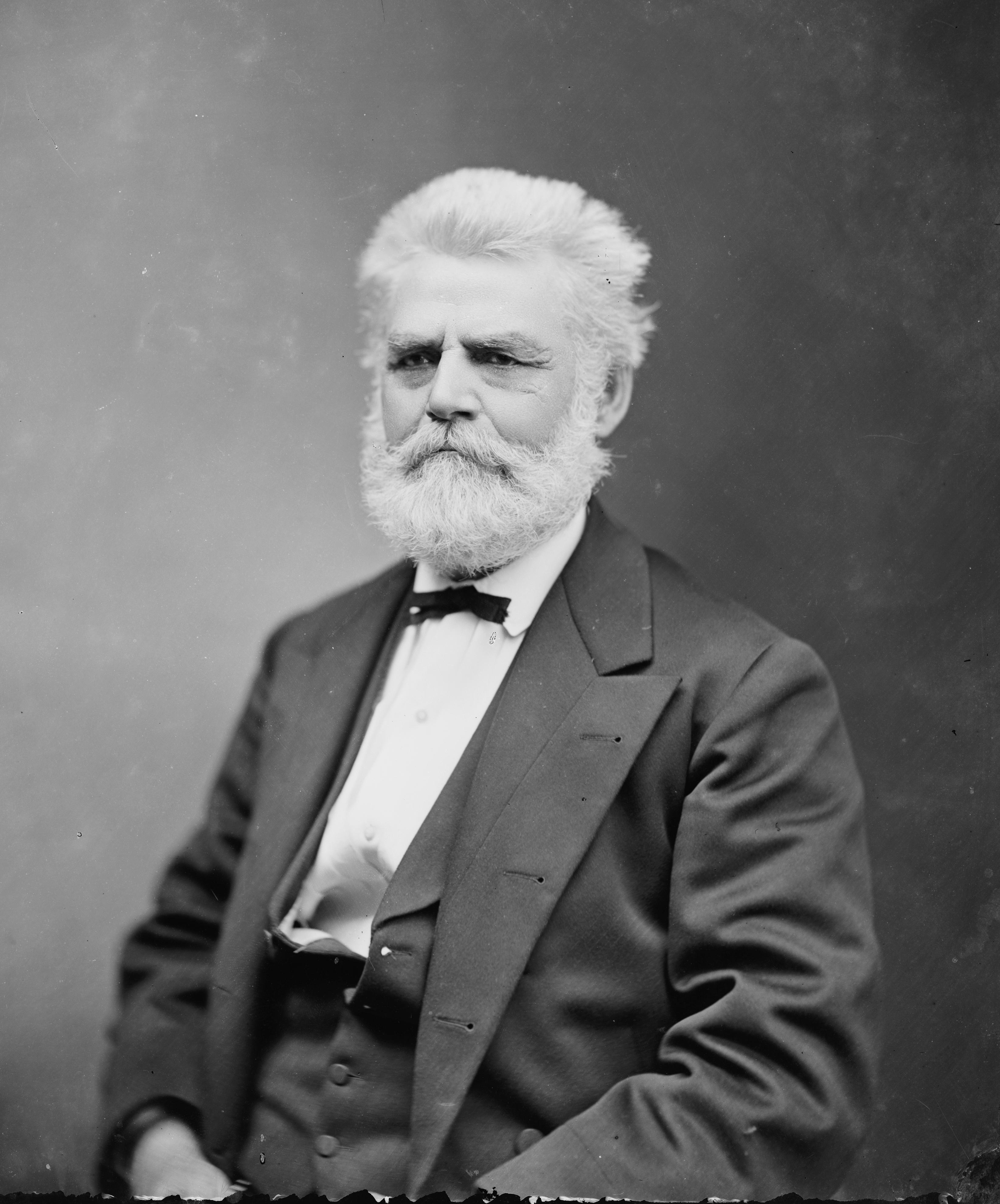
David H. Armstrong

David Hartley Armstrong (* 21. Oktober 1812 in Nova Scotia, Kanada; † 18. März 1893 in St. Louis, Missouri) war ein US-amerikanischer Politiker (Demokratische Partei), der den Bundesstaat Missouri im US-Senat vertrat.

## Leben
Nachdem er das Maine Wesleyan Seminary besucht hatte, arbeitete David Armstrong zunächst selbst von 1833 bis 1837 als Lehrer in New Bedford (Massachusetts). Danach lebte er für kurze Zeit in St. Louis und Lebanon (Illinois), wo er ebenfalls als Lehrer tätig war. 1838 wurde er wieder in Missouri ansässig und Leiter der öffentlichen Schule von Benton, was er bis 1847 blieb. Danach war er bis 1850 Leiter der Finanzverwaltung (Comptroller) von St. Louis sowie zwischen 1854 und 1858 Postmeister der Stadt. Von 1873 bis 1876 saß er im Board of Police Commissioners; außerdem gehörte er einem Gremium der Grundbesitzer von St. Louis an.
Als US-Senator Lewis V. Bogy am 20. September 1877 starb, wurde David Armstrong zu dessen Nachfolger im Kongress in Washington ernannt. Seine Amtszeit dauerte vom 29. September desselben Jahres bis zum 26. Januar 1879; zur Nachwahl, die James Shields für sich entschied, trat er nicht an. Armstrong war danach nicht mehr politisch tätig und starb 1893 in St. Louis.